# ROM-Abbild
Ein ROM-Abbild, auch nur ROM (vom englischen Read-Only Memory, dt. Festwertspeicher oder auch Nur-Lese-Speicher), ist das Speicherabbild eines Speicherchips (EPROM), wie sie in Spielmodulen verbaut wurden; Das Abbild enthält die Daten des Spiels. Mittels Emulatoren können diese Abbilder auf anderen Plattformen abgespielt oder mit beschreibbaren Modulen auch auf der Originalkonsole gespielt werden. Abbilder von Konsolenspielen auf CD oder DVD werden meist ISO oder Image genannt. Bei Disketten wird von Disk Image gesprochen.

## Rechtssituation
Der Besitz und die Verwendung von Emulatoren ist grundsätzlich legal. Einige Emulatoren benötigen zum Ausführen der ROMs jedoch das BIOS des jeweiligen Geräts, welche grundsätzlich nicht mit dem Emulator ausgeliefert werden darf. Die Legalität von ROMs bestimmt sich durch entsprechende Regelungen durch Gesetze zum Schutz der Urheberrechte. Sofern ROMs nicht vom Rechteinhaber bezogen werden, sind für die Legalität vor allem die Art und die Umstände relevant, unter denen die Kopie entstanden ist. In Deutschland greift § 53 (Vervielfältigungen zum privaten und sonstigen eigenen Gebrauch) des Urheberrechtsgesetzes.
Neben kommerziellen ROMs gibt es auch die Homebrew-Szene, welche sich mit meist unautorisierter Programmierung von Fremdsystemen auseinandersetzt. So gibt es zum Beispiel Programmierer, die unlizenziert auf Konsolen und Handhelds entwickeln und deren Produkte als Freeware im Internet verfügbar sind. Rechtlich gesehen ist dies (in Deutschland) nicht illegal, es befindet sich jedoch in einer Grauzone. Die Endprodukte werden oft als ROM verbreitet und können mit entsprechender Hardware oder Emulatoren gespielt werden.

## ROM-Hacking
ROM-Hacking ist das Modifizieren von ROMs.
Ziel und damit die Faszination vieler ROM-Hacker ist es, ein vorhandenes Videospiel nach eigenen Vorstellungen zu verändern, umzugestalten und teilweise neu zu kreieren (oder auch zu übersetzen, sollte das Spiel nicht in der eigenen Landessprache veröffentlicht worden sein). Dazu eignen sich Spiele verschiedener Konsolen als ROM. Besonders beliebt sind Game-Boy-Color- und Game-Boy-Advance- sowie NES- und SNES-Spiele, da sie eine leicht zu modifizierende 2D-Grafik und eine relativ einfache Programmierung besitzen. Im Internet findet man für einige Spiele sogar extra Editoren, die z. B. den Aufbau eines neuen Levels oder das Ändern verschiedener physikalischer Eigenschaften wesentlich vereinfachen.
Das bisher meistgehackte ROM-Spiel ist Super Mario World für das SNES. Es ist aufgrund seiner einfachen Programmierung und der Vielzahl an Editoren / Hilfsmittel bei ROM-Hackern sehr beliebt.
Veröffentlicht werden derartig veränderte ROMs teilweise als ROM selbst, was jedoch rechtswidrig sein kann, da das ROM teilweise noch altes, urheberrechtlich geschütztes Material beinhaltet. Zudem ist es möglich, nicht das Ergebnis dieser Veränderungen und somit ein ROM, sondern nur die Veränderungen mit einem Patch zu veröffentlichen. Eine weit verbreitete Art ist dabei der IPS-Patch.
ROM-Hacker bedienen sich verschiedenster Tools, um das Bearbeiten der Spiele einfacher zu gestalten. Da die ROMs nur Dateien sind, welche aus Programmcode und anderen Daten bestehen und diese meist nicht in gängigen Formaten vorliegen, werden Übersetzungstools benötigt. Grafiken, Musik etc. wären viel zu groß, wenn man sie in den üblichen Formaten speichern würde, deswegen stehen für Grafiken oftmals auch nur eine bestimmte Anzahl an Farben zur Verfügung (Farbpalette). Kompliziertere Änderungsvorgänge erfordern spezielle Programme, mit welchen dann ganze Karten, Welten, Spielmechaniken etc. verändert werden können. Diese Programme werden von Hobbyprogrammierern zur Verfügung gestellt und können von allen ROM-Hackern verwendet werden. Verwendet werden also unter anderem: Ein Hexeditor, Grafikprogramme (Tile-Editoren), Entschlüsselungsprogramme (LZ77), Assembler und/oder speziell für bestimmte Spiele entwickelte Programme. Ein besonders kompliziertes Verfahren ist das ändern des Spielcodes mithilfe von ASM. In der Maschinensprache können nach Belieben sämtliche Details geändert werden, allerdings ist es oft sehr schwer, diese Sprache anzuwenden, da sie sehr primitiv ist und man auch den Originalcode verstehen muss, um sie effektiv nutzen zu können. Dazu werden auch Debugger eingesetzt, denn mit ihnen lässt sich Code Schritt für Schritt verfolgen und der ROM-Hacker weiß genau, worauf er achten muss.
Neben den alten SNES-Videospielen werden auch neuere Spiele in Angriff genommen, um sie entweder gänzlich zu verändern oder Cheats für sog. Cheatmodule zu erstellen (Codehacking). Ein Beispiel dafür ist die Pokémon-Reihe von Gamefreak. Aufgrund der vielseitigen Verwendbarkeit der Spiele lassen sich viele ROM-Hacker auch neue Handlungsabläufe und anderes für die Videospiele einfallen. Eine Vielzahl an Internet-Communities haben sich um das Thema gebildet und widmen sich teilweise ganz dem Thema Pokémon als Alternative zu den alten SNES-Spielen.
Eine besondere Aufmerksamkeit bekommen die Pokémon-Teile für den Game Boy Advance, denn dort wird noch nicht die schwer modifizierbare 3D-Grafik verwendet, sondern ein auf Tiles basierendes System. Eine Vielzahl an Hilfsprogrammen erleichtert das Modifizieren der Spiele. Auch die im Spiel auftretenden Ereignisse (Events) lassen sich dank einer bereits vom Hersteller des Spiels eingebauten Script-Engine leicht verändern und erlauben es, das Spiel so weit zu verändern, dass das Original nur noch schwer zu erkennen ist.